# محمد عبد الله القرقاوي
محمد عبد الله القرقاوي (1963 -)؛ وزير شؤون مجلس الوزراء في دولة الإمارات العربية المتحدة منذ عام 2006 ورئيس المكتب التنفيذي في إمارة دبي منذ عام 2000. وأحد أفراد الدائرة المقربة من محمد بن راشد آل مكتوم. يقود القرقاوي تطوير استراتيجية الحكومة الاتحادية لدولة الإمارات ومتابعة تنفيذها، والإشراف على رفع مستويات الأداء والكفاءة الحكومية في جميع القطاعات.

## النشأة والتعليم
ولد محمد بن عبد الله القرقاوي في دبي عام 1963م، وأتم دراسته الابتدائية والثانوية ثم الجامعية في ولاية ميشيغان الأمريكية، حيث نال درجة البكالوريوس في إدارة الأعمال.

## مناصبه
- بتاريخ 3 مارس 1994، شغل منصب الأمين العام لجائزة دبي للجودة.[3]
- في عام 1997، تولّى منصب نائب مدير دائرة التنمية الاقتصادية في دبي.
- كلف بمنصب أمين عام برنامج دبي للأداء الحكومي المتميز في سبتمبر 1997.[4]
- بتاريخ 29 أكتوبر 1999، عيّنه الشيخ محمد بن راشد آل مكتوم ولي عهد دبي آنذاك رئيساً لمدينة دبي للإنترنت.[5]
- بتاريخ 31 يناير 2000، عيّنه الشيخ محمد بن راشد آل مكتوم ولي عهد دبي آنذاك مديراً عاماً لسلطة منطقة دبي الحرة للتكنولوجيا والتجارة الإلكترونية والإعلام.[6]
- بتاريخ 6 أبريل 2002، أصدر الشيخ محمد بن راشد آل مكتوم ولي عهد دبي آنذاك قراراً بتعيينه رئيساً لمجلس إدارة هيئة دبي للاستثمار والتطوير.[7]
- بتاريخ 3 مارس 2003، أصدر الشيخ محمد بن راشد آل مكتوم ولي عهد دبي قراراً بتعيينه أميناً عاماً للمجلس التنفيذي لإمارة دبي.[8]
- بتاريخ 19 يوليو 2003، شغل منصب العضو المنتدب لمؤسسة دبي للإعلام.[9]
- بتاريخ 8 أكتوبر 2004، عيّنه الشيخ محمد بن راشد آل مكتوم رئيساً لشركة دبي القابضة.[10]
- بتاريخ 10 فبراير 2006، أصدر الشيخ خليفة بن زايد آل نهيان، رئيس دولة الإمارات، مرسوماً اتحادياً بتشكيل مجلس الوزراء، وعُيِّن وزيراً للدولة لشؤون مجلس الوزراء.[11]
- بتاريخ 7 مايو 2006، عيّنه الشيخ محمد بن راشد آل مكتوم، نائب رئيس دولة الإمارات رئيس مجلس الوزراء حاكم دبي، نائباً لرئيس المجلس الوزاري للتنمية.[12]
- بتاريخ 10 سبتمبر 2006، أصدر الشيخ محمد بن راشد آل مكتوم نائب رئيس دولة الإمارات رئيس مجلس الوزراء حاكم دبي، مرسوماً أميرياً بتعيينه رئيساً للمكتب التنفيذي[13]
- بتاريخ 13 نوفمبر 2007، عيّنه الشيخ محمد بن راشد آل مكتوم، نائب رئيس دولة الإمارات رئيس مجلس الوزراء حاكم دبي، نائباً لرئيس جهاز الإمارات للاستثمار.[14]
- بتاريخ 20 مايو 2008، تولى منصب الرئيس المشارك لمجالس الأجندة العالمية التي تنظم بالتعاون بين حكومة الإمارات والمنتدى الاقتصادي العالمي.[15]
- بتاريخ 4 مايو 2009، أسند إليه الشيخ محمد بن راشد آل مكتوم منصب رئيس مجلس الإمارات للتنافسية بصفته وزير شؤون مجلس الوزراء.[16]
- بتاريخ 11 سبتمبر 2012، عيّنه الشيخ محمد بن راشد آل مكتوم، نائب رئيس دولة الإمارات رئيس مجلس الوزراء حاكم دبي، رئيساً للقمة العالمية للحكومات.[17]
- بتاريخ 8 أغسطس 2015، عيّنه الشيخ محمد بن راشد آل مكتوم، نائب رئيس دولة الإمارات رئيس مجلس الوزراء حاكم دبي، نائباً لرئيس مجلس الأمناء العضو المنتدب لمؤسسة دبي لمتحف المستقبل التي أصبحت تعرف لاحقاً بمؤسسة دبي للمستقبل.[18]
- بتاريخ 27 ديسمبر 2015، أسند إليه الشيخ محمد بن راشد آل مكتوم، نائب رئيس دولة الإمارات رئيس مجلس الوزراء حاكم دبي، منصب الأمين العام لمؤسسة مبادرات محمد بن راشد آل مكتوم العالمية.[19]
- بتاريخ 10 فبراير 2016، اعتمد الشيخ خليفة بن زايد آل نهيان، رئيس دولة الإمارات، التشكيل الوزاري الجديد وأضيف ملف المستقبل لمهام القرقاوي الوزارية.[20]
- بتاريخ 12 يوليو 2018، اختارته الأمم المتحدة كعضو في «اللجنة الدولية العليا للتعاون الرقمي» التابعة للأمين العام للأمم المتحدة.[21]
- بتاريخ 25 مايو 2019، تولى رئاسة مجلس أمناء جائزة التميز الحكومي العربي التابعة لجامعة الدول العربية.[22]

## المسيرة المهنية

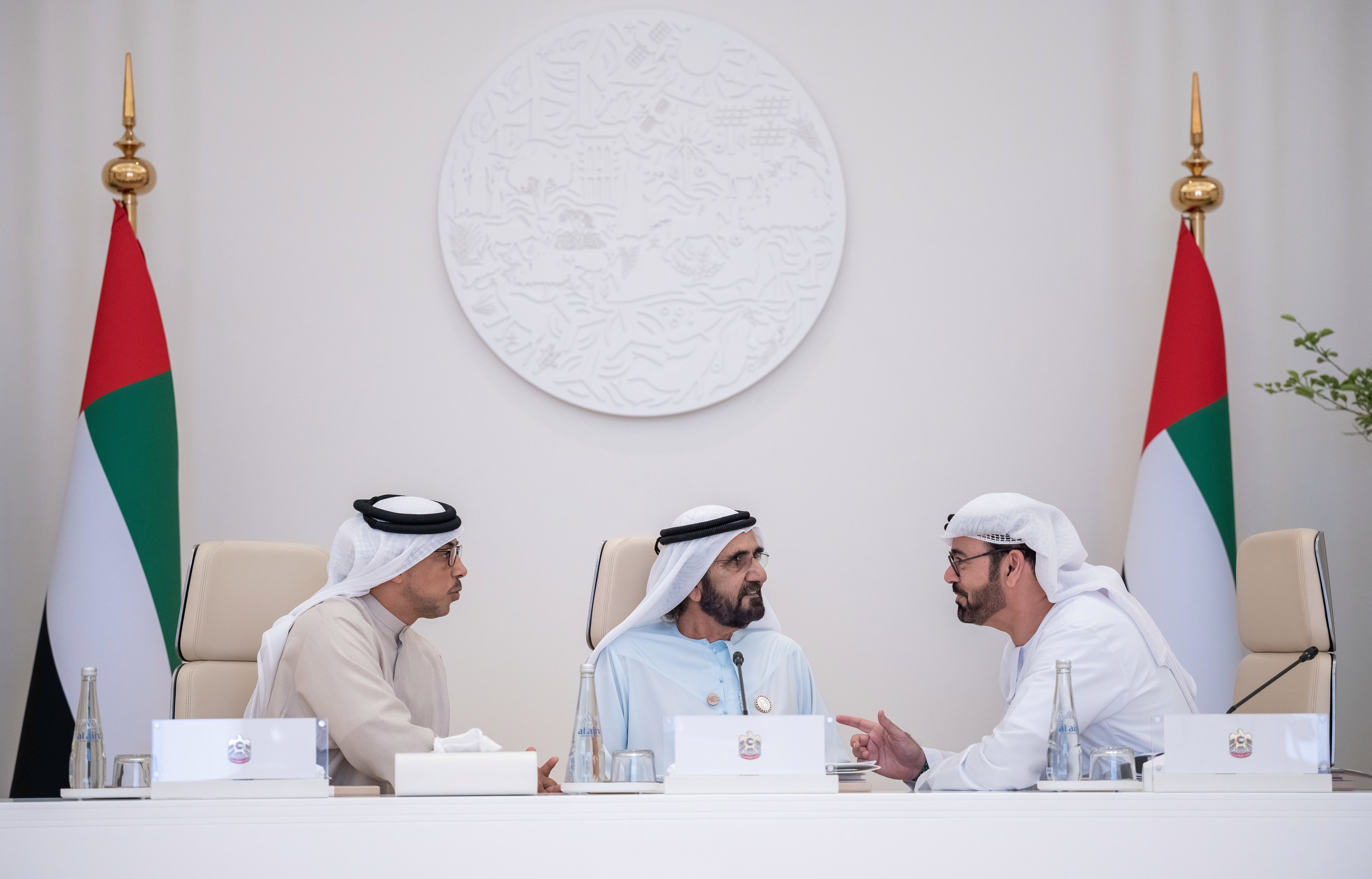
الشيخ محمد بن راشد آل مكتوم رئيس الوزراء، والشيخ منصور بن زايد آل نهيان نائب رئيس الوزراء، ومحمد القرقاوي وزير شؤون مجلس الوزراء

خلال مسيرة امتدت لثلاثين عاماً، تولى محمد القرقاوي إطلاق العديد من المشاريع والمبادرات الاستراتيجية ضمن مختلف المناصب التي شغلها لتطوير منظومة العمل الحكومي وتعزيز تنافسية دولة الإمارات.

### دائرة التنمية الاقتصادية (1993-1999)
تدرج القرقاوي في مساره الوظيفي في الدائرة من مدير لإدارة الشؤون المالية والإدارية إلى أن أصبح نائب مدير الدائرة، وخلال تلك الفترة فقد تولى إنشاء:
- جائزة دبي للجودة [23][24]
- مهرجان دبي للتسوق [25][26]
- مفاجآت صيف دبي [27]

### سلطة منطقة دبي الحرة للتكنولوجيا والتجارة الإلكترونية والإعلام (1999 - 2004)
ضمن مهامه كمدير عام لسلطة منطقة دبي الحرة للتكنولوجيا والتجارة الإلكترونية والإعلام، وجهّه حاكم دبي بتأسيس كل من:
- مدينة دبي للإنترنت [28]
- مدينة دبي للإعلام [29]
- قرية المعرفة [30]

### المكتب التنفيذي (2000- حتى الآن)
منذ عام 2000، يترأس القرقاوي المكتب التنفيذي، حيث يقود جهود تطوير ومتابعة تنفيذ عدد من المشاريع الاستراتيجية والمبادرات التنموية، منها:
- مركز دبي المالي [31]
- المنتدى الاستراتيجي العربي [32]
- مبادرة تحويل دبي إلى مدينة ذكية [33]
- مؤسسة مبادرات محمد بن راشد آل مكتوم العالمية[34][35]

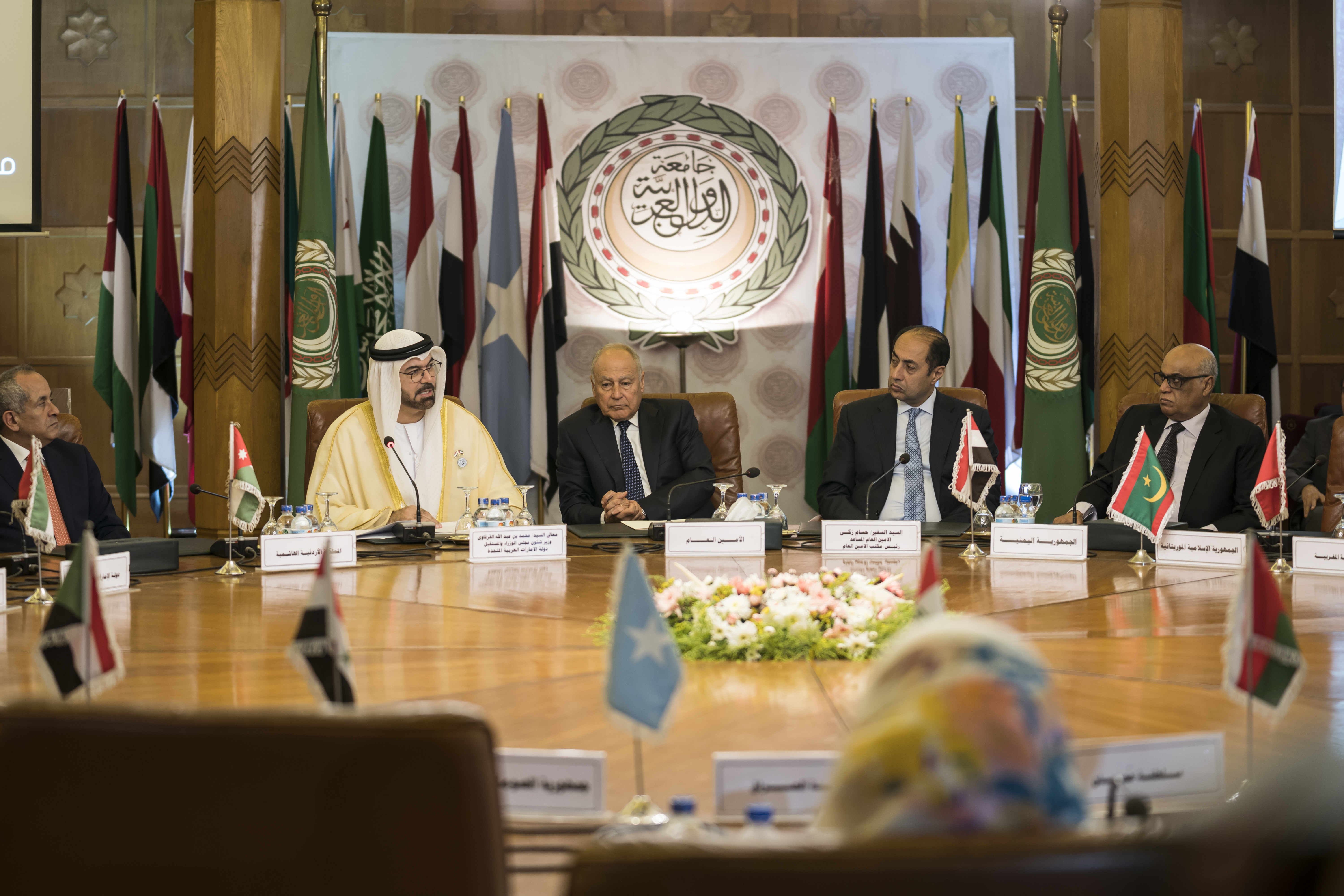
محمد القرقاوي في جامعة الدول العربية في يوليو 2018.

### وزارة شؤون مجلس الوزراء (2006 – حتى الآن)
مع تعيينه وزيراً لشؤون مجلس الوزراء عام 2006، أسند الشيخ محمد بن راشد آل مكتوم إلى القرقاوي تطوير استراتيجيات ومبادرات حكومية طويلة الأمد على المستوى الاتحادي، منها:
- أول استراتيجية لحكومة دولة الإمارات للأعوام 2008 - 2010 [36]
- رؤية الإمارات 2021 [37]
- الأجندة الوطنية لدولة الإمارات [38]

- مئوية الإمارات 2071 [39]

- مكتب رئاسة مجلس الوزراء والأمانة العامة لمجلس الوزراء [40]
- المكتب الإعلامي لحكومة الإمارات [41][42]
- مجلس الإمارات التنافسية.[43]

## المشاريع والمبادرات الاستراتيجية في إمارة دبي
كلّفه محمد بن راشد آل مكتوم بتخطيط وتنفيذ عدد من المشاريع والمبادرات التي أطلقتها دبي منها: مدينة دبي للإنترنت، ومدينة دبي للإعلام، وقرية المعرفة، ومدينة دبي الطبية، ومركز دبي المالي، وبرنامج محمد بن راشد لإعداد القادة ومؤسسة دبي للمستقبل والمدينة العالمية للخدمات الإنسانية.

## مساهمات قطاع الأعمال
أسند الشيخ محمد بن راشد آل مكتوم إلى محمد القرقاوي تأسيس عدد من المشاريع الاقتصادية لتنشيط وإثراء قطاع الأعمال في دبي ودولة الإمارات ودعم استراتيجية التنويع الاقتصادي، منها:
- هيئة دبي للاستثمار والتطوير

تأسست هيئة دبي للاستثمار والتطوير في أبريل 2002 لجذب الاستثمارات المحلية والأجنبية والمشاريع العالمية إلى دبي، وعين القرقاوي رئيساً لمجلس إدارتها. ومن خلالها، فقد عمل على تأسيس مدينة دبي الطبية في نوفمبر 2002  وتنظيم وإطلاق المنتدى الدولي للاستثمار في العام نفسه وإنشاء مؤسسة محمد بن راشد لدعم مشاريع الشباب التي أصبحت لاحقاً مؤسسة محمد بن راشد لتنمية المنشآت الصغيرة والمتوسطة. وأُنيطت به مهام إنشاء مدينة دبي للخدمات الإنسانية  التي تم إطلاقها في 2003، وتعرف اليوم باسم «دبي الإنسانية.»  كما تولى تأسيس كل من أول بورصة للطاقة والسلع في العالم العربي  ومدينة دبي الصناعية في 2004. وترأس القرقاوي مجلس إدارة الشركة حتى عام 2005.
- مركز دبي المالي

أشرف القرقاوي على تأسيس مركز دبي المالي العالمي عام 2002 تنفيذاً لرؤية الشيخ محمد بن راشد آل مكتوم الطموحة في جعل الإمارات مركزاً رئيسياً وعالمياً للخدمات المالية ولتعزيز مكانة دولة الإمارات على الخارطة الاقتصادية والمالية العالمية. يحتضن المركز اليوم أكثر من 24 ألف موظف متخصص، يعملون في أكثر من 2,200 شركة مسجلة. وتبلغ قيمة سوق إدارة الثروات والأصول في مركز دبي المالي حالياً 424 مليار دولار.
- دبي القابضة

تولى القرقاوي إنشاء شركة دبي القابضة عام 2004 لإدارة مجموعة من المشاريع الضخمة والمبادرات التنموية التي انطلقت في أواخر التسعينيات، وكانت قد بدأت عملياتها بقرض قيمته 200 مليون دولار من بنك HSBC. ساهمت الشركة من خلال المشاريع التي أطلقتها في إضافة قطاعات اقتصادية جديدة وبناء مجمعات للأعمال في دبي. وضمن دبي القابضة، عمل القرقاوي على تأسيس مجموعة تيكوم، ومجموعة دبي للعقارات ومجموعة جميرا. وتندرج تحت دبي القابضة مجموعة من الشركات منها: مجموعة جميرا، ودبي للعقارات، ومجموعة تيكوم، ودبي لإدارة الأصول، ودبي للتجزئة، والإمارات للاتصالات المتكاملة «دو»، والمجموعة الإعلامية العربية AMG. وفي 2017، أعلن القرقاوي عن انتهاء مهمته في دبي القابضة للتفرغ الكلي للعمل الحكومي، وكانت حينها قد بلغت قيمة أصول الشركة 130 مليار درهم بمكاتب في 21 دولة.
- أدوار أخرى

يشغل القرقاوي حالياً منصب نائب رئيس مجلس إدارة جهاز الإمارات للاستثمار، المحفظة السيادية لحكومة دولة الإمارات. وبتوجيهات الشيخ محمد بن راشد آل مكتوم، أشرف على إنشاء مركز دبي لتطوير الاقتصاد الإسلامي في 2013.

## النشاط العلمي
شغِل محمد القرقاوي عدة مناصب في عدد من المؤسسات الأكاديمية، منها عضويته في مجلس جامعة الإمارات ومجلس أمناء جامعة أبوظبي، كما أنه زميل فخري في كلية لندن للأعمال، وعضو المجلس الاستشاري الدولي في الجامعة الأمريكية في بيروت، وعضو المجلس الأعلى لكلية الدفاع الوطني، إضافة إلى كونه الرئيس المؤسس لكلية محمد بن راشد للإدارة الحكومية في 2005.

## الإسهامات الإعلامية
في نهاية التسعينيات، كلّف الشيخ محمد بن راشد آل مكتوم محمد القرقاوي بتحويل دبي إلى مركز إعلامي عالمي، ومن هنا انطلقت مجموعة من المشاريع الإعلامية التي أشرف القرقاوي على تأسيسها، منها: مدينة دبي للإعلام وجائزة الصحافة العربية ونادي دبي للصحافة ومنتدى الإعلام العربي ومؤسسة دبي للإعلام. وفي إطار مسؤولياته كنائب رئيس المجلس الوطني الاتحادي للإعلام سابقاً، تولّى تنفيذ ومتابعة عدد من المبادرات والخطط لدعم الإعلام المحلي.
وضمن شركة دبي القابضة، قاد جهود إنشاء المجموعة الإعلامية العربية "AMG" وشبكة الإذاعة العربية، وصحيفة الإمارات اليوم ومدينة دبي للإستوديوهات ومدينة دبي للإنتاج. وفي العام 2014، أدار تأسيس الجائزة العربية للإعلام الاجتماعي التي انطلقت برعاية الشيخ محمد بن راشد آل مكتوم ، إلى جانب ترؤسه اللجنة المنظمة لقمة رواد التواصل الاجتماعي.
وتقديراً لدور المدينة في تنمية وتطوير القطاع الإعلامي على المستويين الإقليمي والعالمي، اختار مجلس وزراء الإعلام العربي دبي لتصبح عاصمة للإعلام العربي لعام 2020.

## الأنشطة الإقليمية

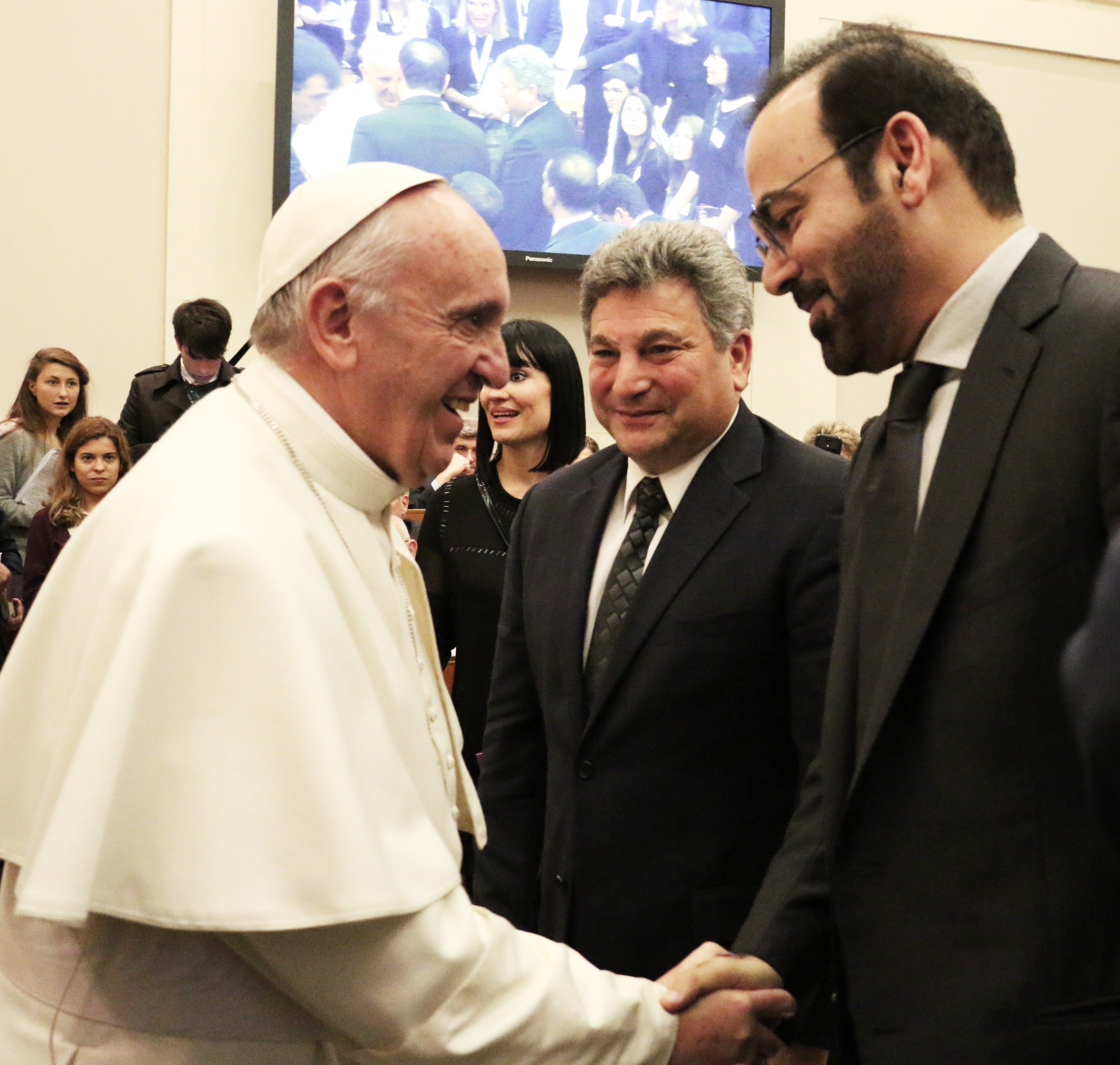
البابا فرنسيس مع الوزير محمد القرقاوي - روما، 2016

القرقاوي عضو ناشط إقليمياً، حيث أسس وترأس منظمة القيادات العربية الشابة في العام 2004. وقد أشرف بالتعاون مع مؤسسة بيل وميلندا غيتس على إطلاق مبادرة «حوار الشرق الأوسط.» كما يرأس مجلس أمناء جائزة التميز الحكومي العربي ، ووفد دولة الإمارات في اجتماعات اللجنة الوزارية المكلفة بمتابعة تنفيذ القرارات ذات العلاقة بالعمل المشترك لدول مجلس التعاون لدول الخليج العربية.

## الأنشطة الدولية
يعد محمد القرقاوي من الضيوف الدائمين في المنتدى الاقتصادي العالمي في مدينة «دافوس» السويسرية، ثم أصبح عضواً في مجلس قيادات المنتدى في دافوس، إضافة إلى كونه المشرف على تأسيس مجالس المستقبل العالمية التي تُعقد أعمالها في دبي بالتعاون مع المنتدى الاقتصادي العالمي، والتي يشترك القرقاوي في رئاستها مع البروفسور كلاوس شواب.
وفي 2018، اختارت الأمم المتحدة القرقاوي للانضمام إلى عضوية «اللجنة الدولية العليا للتعاون الرقمي» التابعة للأمين العام للأمم المتحدة أنطونيو غوتيريس، والهادفة لوضع أسس ومعايير تساعد الحكومات على مواجهة التحديات الناجمة عن التطور التكنولوجي المتسارع. كما ترأّس القرقاوي «المنتدى الاقتصادي العالمي حول النمو» الذي انعقد في الصين عام 2007، فضلاً عن مشاركته في قمة الهند الاقتصادية عام 2005 كرئيس مشارك.

## التنمية المجتمعية
يُعرف عن القرقاوي نشاطاته المجتمعية، والتي تجلت في تأسيسه مركز دبي للتوحد، وترؤسه مجلس إدارة النادي الأهلي. كما يعد أحد مؤسسي اتحاد الإمارات لرياضة المعاقين. وضمن أنشطته الرياضية، فقد لعب في منتخب دولة الإمارات لكرة الطائرة ومثّل الدولة في العديد من البطولات.

## الشهادات والأوسمة والجوائز
تقلد القرقاوي عدداً من الجوائز والأوسمة والشهادات الأكاديمية تكريماً لإنجازاته في مجالاتٍ شتى كان أهمها:
- الدكتوراه الفخرية في الإدارة الحكومية واستراتيجيات المستقبل من الكلّية العليا لإدارة الأعمال في باريس (ESCP).[73] [74]
- جائزة الشخصية الاتحادية التي يمنحها صاحب السمو الشيخ محمد بن زايد آل نهيان عام 2017. [75]
- الوسام الملكي المغربي من الملك محمد السادس العاهل المغربي عام 2005.[76]
- الدكتوراه الفخرية في الإدارة الحكومية من جامعة جورج تاون بواشنطن،[77]
- الزمالة الفخرية من الجامعة الأمريكية بالقاهرة.[78]

## في الإعلام المحلي والعالمي
أخبار ومقالات
- خمسة توجهات جديدة لحكومات المستقبل (الشرق الأوسط، 2021)
- محمد القرقاوي: جائحة كورونا فرضت منهجيات جديدة وسرعت التحول لحكومة المستقبل (البيان،2021)
- النفط لن يدوم إلى الأبد.. دبي تراهن على العلوم والتكنولوجيا (مجلة بوبيولار ساينس، 2017)
- في الإمارات، وزيرة شابة لقيادة وزارة الشباب (مجلة  فورين بوليسي، 2016)
- «هايبرلوب ون» ومسرعات دبي المستقبل ستبني أول  «هايبرلوب للشحن» (موقع تيك كرنش، 2016)

مقابلات
- القرقاوي: الرقمنة والذكاء الصناعي أهم مفاصل حكومات المستقبل (الشرق الأوسط، 13 فبراير 2019)
- القرقاوي: فقدنا 500 عام والذكاء الاصطناعي هو المستقبل (سي إن إن، 15 فبراير 2018)
- دبي تنظر للمستقبل بعيون متحف جديد (سي إن إن، 14 فبراير 2017)

خطابات وجلسات حوارية
- الكلمة الافتتاحية لمحمد القرقاوي في مجالس المستقبل العالمية 2020 [79](14 أكتوبر 2020)
- كلمة محمد القرقاوي في حفل إطلاق جائزة التميز الحكومي العربي بجامعة الدول العربية (23 مايو 2019)
- حوار محمد القرقاوي وإيلون ماسك في القمة العالمية للحكومات [80] (13 فبراير 2017)
- حديث محمد القرقاوي مع الأمم المتحدة حول الأمل والمستقبل (5 أكتوبر 2016)
- كلمة محمد القرقاوي في البيت الأبيض (15 نوفمبر 2012)